# High Gear
High Gear címmel jelent meg az amerikai gitáros, dalszerző Greg Howe második albuma, 1989-ben. Howe a nevét viselő debütáló albummal szemben, ezennel nem instrumentális korongot készített. Howe II néven zenekart toborzott maga köré, melynek Vern Parsons basszusgitáros és Joe Nevolo dobos mellett testvére, Albert Howe is a tagja volt, aki énekelt az anyagon. A debütlemez instrumentális gitármuzsikájával szemben a High Gear olyan vokálgazdag hard rock zenét tartalmazott, mely nem áll távol a Van Halen zenei világától sem. A korongot ismét a Shrapnel records jelentette meg. A kiadó tulajdonosa Mike Varney egy gitárszóló erejéig vendégeskedett a Party Favors című szerzeményben, de a dalban Jason Becker is hallható volt egy szóló erejéig.

## Számlista
Az összes dal szerzője Albert Howe és Greg Howe. 
| 1.    | High Gear                               | 4:41 |
| 2.    | Carry the Torch                         | 4:01 |
| 3.    | Strat-O-Various                         | 1:13 |
| 4.    | Disorderly Conduct                      | 4:33 |
| 5.    | Thinking of You                         | 5:02 |
| 6.    | Standing on Line                        | 3:32 |
| 7.    | Ferocious                               | 4:34 |
| 8.    | Don't Let the Sloe Gin (Order the Wine) | 5:08 |
| 9.    | Party Favors                            | 3:30 |
| 10.   | Social Fever                            | 5:48 |
| 42:02 |                                         |      |

## Közreműködők
- Albert Howe – ének
- Greg Howe – gitár, háttérvokál, producer
- Mike Varney – producer, gitárszóló a Party Favors c. dalban
- Jason Becker – gitárszóló a Party Favors c. dalban
- Joe Nevolo – dob, háttérvokál
- Vern Parsons – basszusgitár, háttérvokál
- Steve Fontano – producer, hangmérnök
- Joe Marquez – hangmérnök
- George Horn – maszter